# Vuelve a estar conmigo (álbum)
Vuelve a estar conmigo es el undécimo álbum de estudio realizado por el grupo musical Pandora bajo la producción de la casa disquera EMI Music México, siendo éste el último trabajo que realiza el grupo con EMI. Fue lanzado el 19 de junio de 1999 en formato Casete y CD, en la Ciudad de México.
Este álbum tiene un nuevo sonido diferente a lo que el grupo había realizado anteriormente, puesto que son baladas caribeñas. Con este álbum también festejan 15 años de vida del grupo.

## Antecedentes
Después de terminar con la promoción de su álbum en vivo, EMI Music comienza la preparación del siguiente álbum de estudio del grupo;  para ese entonces, tuvieron una pausa musical debido al matrimonio de una de sus integrantes, Isabel Lascurain, el cual tomó un tiempo para contraer nupcias y viajar para su luna de miel.
En Otoño de 1998, el grupo comenzó a trabajar en el estudio el siguiente álbum, pero para inicios de 1999, la salud de Mayte Lascurain se vio afectada gravemente debido a una operación quirúrgica mal practicada que llevó a un caso de juicio; por lo tanto tuvieron que esperar para terminar la realización del álbum.

## Promoción
Para junio de 1999, es lanzado el primer sencillo del álbum: "Ya no es lo mismo", el cual comienza con buena recepción.  Pandora comienza a presentarse en entrevistas de radio y en programas de televisión. Lamentablemente, Mayte Lascurain recae en la situación de su salud y deja la promoción del álbum, realizando presentaciones en vivo solamente por Fernanda e Isabel.
Durante la promoción de este álbum, la casa disquera lanza una campaña de premiación y promoción por los XV años de vida del grupo, premiandolas en diversas presentaciones en vivo así como en programas de televisión por sus altas ventas de sus trabajos iniciales, esto también con el fin de subir las ventas del álbum.

## Recepción y premios
Desafortunadamente el álbum no es bien recibido, por la falta de apoyo de la compañía y por la casi nula promoción que se pudo realizar por el estado de salud de Mayte, tiene bajas ventas, derivando en la terminación del contrato que tenía el grupo con la empresa EMI.
Después de las bajas ventas de este álbum y quedarse sin casa disquera, el grupo inicia un periodo de escasas presentaciones, así sus integrantes se dedican a proyectos personales.

## Videos
- Ya no es lo mismo

## Lista de canciones
| Vuelve a estar conmigo |                                                      |                            |          |  |
| N.º                    | Título                                               | Escritor(es)               | Duración |  |
| 1.                     | «Gotitas de miel»                                    | Reyli Barba / Raúl Ornelas | 3:15     |  |
| 2.                     | «Encuentro»                                          | Amaury Gutiérrez           | 3:14     |  |
| 3.                     | «Coronita de flores»                                 | Juan Luis Guerra           | 3:48     |  |
| 4.                     | «Ya no es lo mismo»                                  | Francisco Céspedes         | 3:38     |  |
| 5.                     | «Mesita de noche»                                    | Victor, Victor             | 3:38     |  |
| 6.                     | «Orgullo»                                            | Amaury Gutiérrez           | 4:50     |  |
| 7.                     | «No sabes amar»                                      | Fato                       | 3:32     |  |
| 8.                     | «Qué dices a esto»                                   | Fato                       | 3:15     |  |
| 9.                     | «Lágrimas negras»                                    | Miguel Matamoros           | 4:09     |  |
| 10.                    | «Para vivir»                                         | Pablo Milanés              | 4:42     |  |
| 11.                    | «Gotitas de miel (Dance Remix/ Reedición del disco)» | Reyli Barba / Raúl Ornelas | 3:55     |  |
| 38:01                  |                                                      |                            |          |  |